# آندرس کالنای
آندرس کالنای (متولد ۴ آوریل ۱۸۹۳، کرواسی - وفات ۲۸ دسامبر ۱۹۸۲، آرژانتین)، معمار اتریش-مجارستانی (از والدین مجارستانی، اما متولد در کرواسی امروزی) است. از آثار برجسته او می‌توان به آبجوسازی مونیخ و ساختمان روزنامه انتقادی اشاره کرد.

## زندگی
آندرس در مدرسه عالی معماری دولتی مجارستان در بوداپست تحصیل کرد. پس از جنگ جهانی اول و سپس تشکیل جمهوری شورایی مجارستان در سال ۱۹۱۸ به دلیل وضعیت سیاسی و اقتصادی آن زمان آندرس و برادرش خورخه (که او نیز معمار بود) مجبور شدند که از طریق اروپا به بندر ناپل، به مقصد آمریکا حرکت کنند. کشتی ای که آنها با آن سفر می‌کردند آنها را در بندر سان نیکلاس د لس آرویوس برد. کالنای و برادرش از آنجا به بوئنوس آیرس رفتند.
در اولین سال اقامت در شهر، او به عنوان نقشه‌کش برای معماران مختلف، مانند جولیو دورمال یا لورنزو سیگریست، کار کرد. سرانجام او در سال ۱۹۲۱ یک دفتر معماری افتتاح کرد. آندرس کالنای در سال ۱۹۸۲ در بوئنوس آیرس درگذشت. برادرش خورخه قبلاً در سال ۱۹۵۷ درگذشته بود.

## سبک و آثار اصلی
شاید به یاد ماندنی‌ترین و برجسته‌ترین کار آندرس کالنای مجموعه ای از ساختمان‌ها برای آبجوسازی‌ها و قنادی‌ها در کوستانرا سور جدید باشد که در سال ۱۹۲۰ در Puerto Madero افتتاح شد. مهمترین آنها شعبه کارخانه آبجوسازی مونیخ (سال ۱۹۲۷) بود که در حال حاضر به عنوان اداره کل موزه‌ها (وابسته به وزیر فرهنگ دولت شهر بوئنوس آیرس) فعالیت می‌کند.